# Urszula Mitręga
Urszula Mitręga, właśc. Urszula Mitrenga-Wagner (ur. 23 lutego 1948 w Katowicach, zm. 19 października 2004 w Laichingen) – polska pianistka, śpiewaczka i pedagog.

## Życiorys
W latach 1966–1971 studiowała w Państwowej Wyższej Szkole Muzycznej w Katowicach w klasie fortepianu prof. Bolesława Woytowicza, a cztery lata później w 1975 roku w tej samej uczelni uzyskała dyplom z wyróżnieniem na Wydziale Wokalnym, gdzie studiowała pod kierunkiem prof. Marii Wardi oraz prof. Krystyny Świder. W latach 1976/77 sztukę swą doskonaliła także w Zagrzebiu pod kierunkiem profesora śpiewu Ivo Lhotki-Kalinskiego, a przez trzy kolejne lata w klasie mistrzowskiej rosyjskiego pianisty i pedagoga prof. Wiktora Mierżanowa i jego asystentki Iriny Rumiancewej.
Międzynarodowe nagrody m.in. srebrny medal uzyskany w 1977 roku na Międzynarodowym Konkursie Wokalnym w Genewie oraz w następnym roku brązowy medal (finalistka, XI nagroda) otrzymany na Międzynarodowym Konkursie Fortepianowym im. Królowej Elżbiety Belgijskiej w Brukseli zapoczątkowały karierę w obydwu dziedzinach. Urszula Mitręga współpracowała z najwybitniejszymi dyrygentami m.in. z Witoldem Rowickim, Markiem Pijarowskim, Krzysztofem Pendereckim. Koncertowała w kraju i za granicą, jednocześnie zajmowała się pracą pedagogiczną, była asystentką prof. Andrzeja Jasińskiego w klasie fortepianu oraz pedagogiem śpiewu na Wydziale Wokalnym oraz Wydziale Piosenkarskim w Wyższej Szkole Muzycznej w Katowicach. Jedną z absolwentek Urszuli Mitręgi była m.in. Krystyna Prońko.
W roku 1985 wyjechała na stałe do Niemiec, gdzie została solistką Teatru Operowego w Ulm. W niedługim czasie poślubiła Thomasa Wagnera i zamieszkała wraz z nim i jego pełnoletnim synem Rolandem w niewielkiej miejscowości Laichingen w okolicach Ulm. Po śmierci ojca wspólnie zamieszkała tam także matka artystki.
W 1989 roku została docentem w Konserwatorium im. Richarda Straussa w Monachium, gdzie zajmowała się pracą pedagogiczną zarówno w zakresie fortepianu jak i śpiewu. Jednocześnie wiele koncertując w Niemczech i Austrii budowała nadal swą karierę. Oprócz koncertów fortepianowych z orkiestrą, zagrała wiele recitali, a także w odróżnieniu od okresu artystycznego w kraju, wiele koncertów muzyki kameralnej m.in. wraz z polskim wiolonczelistą zamieszkałym w Monachium Janem Pogány.
Artystka po wielu latach powróciła także na sceny polskie m.in. w Filharmonii Częstochowskiej wykonała wraz z orkiestrą cykl pieśni Gustava Mahlera oraz w Filharmonii Bałtyckiej w Gdańsku pod batutą Marka Pijarowskiego wykonała jej najbardziej ulubiony Koncert b-moll Piotra Czajkowskiego. W 2002 roku podczas XX Kursu Wokalnego w Dusznikach Zdroju udzieliła młodym śpiewakom kursu mistrzowskiego, a w czerwcu roku 2003 była jurorem Konkursu Wokalnego im. J. Paderewskiego w Bydgoszczy i to była ostatnia wizyta Urszuli Mitręgi w Polsce.
Walcząc z chorobą nowotworową przez ostatnie pięć lat swojego życia Urszula Mitręga zagrała jeszcze wiele koncertów.